# 新木鉱泉
新木鉱泉（あらきこうせん）は、埼玉県秩父市山田にある温泉宿。秩父七湯の中で最古の歴史を持つ。江戸末期、文政十年の創業。

## 概要
秩父七湯に数えられ、宿は新木鉱泉1軒が存在する。
文政10年（1827年）創業。秩父札所4番金昌寺の門前宿と言われ、巡礼者の宿として栄える。創業から大正時代途中まで主に湯屋と呼ばれていたが、大正時代に地名をとり「新木鉱泉」となる。
開業以来大規模な建て替えをしていないため、当時の面影が館内には多く残る。初代のお菊婆さんが恒持神社の神様のお導きで源泉を発見したと言われ、泉質が良いという評判が広がり、創業から昭和の戦後ほどまでは地元客の湯治場としても利用された。
のちに西武鉄道が開通した後は都内を中心に関東圏内から来る客が増加し、旅館として多く利用されている。歴史と泉質を看板としている。

## 泉質
- 単純硫黄冷鉱泉（低張性・アルカリ性・冷鉱泉）
  - 源泉温度15℃

冷鉱泉であるため加熱

## アクセス
- 鉄道 : 秩父鉄道秩父駅・皆野駅または西武鉄道西武秩父駅から西武観光バス三沢線に乗車、金昌寺バス停下車。
- タクシー：秩父市中心部から約10分。
- 車 : 関越自動車道花園ICから秩父方面へ約30km、約40分。寄居皆野有料道路利用可。

宿泊者は送迎可（条件あり）。